# NGC 6285
NGC 6285 أو إن جي سي 6285 هي مجرة حلزونية ضمن كوكبة التنين. تم اكتشافها عام 1886 من قبل لويس سويفت. تبعد 262 مليون سنة ضوئية.